# Unterweißbacher Werkstätten für Porzellankunst
Die Unterweißbacher Werkstätten für Porzellankunst wurden 1882 von Hermann Jost in Unterweißbach (Thüringen) gegründet. Begonnen hatte man mit der Fertigung von Gebrauchsgeschirr. Heute umfasst das Sortiment auch Gärtnerfiguren wie Händler, Musiker, Kutschen, Tiere und Tänzerinnen (teilweise mit Porzellanspitze belegt) und immer noch Devotionalien wie Weihkessel, erweitert um Weihnachtsschmuck.

## Die Schwarzburger Werkstätten als Kunstabteilung

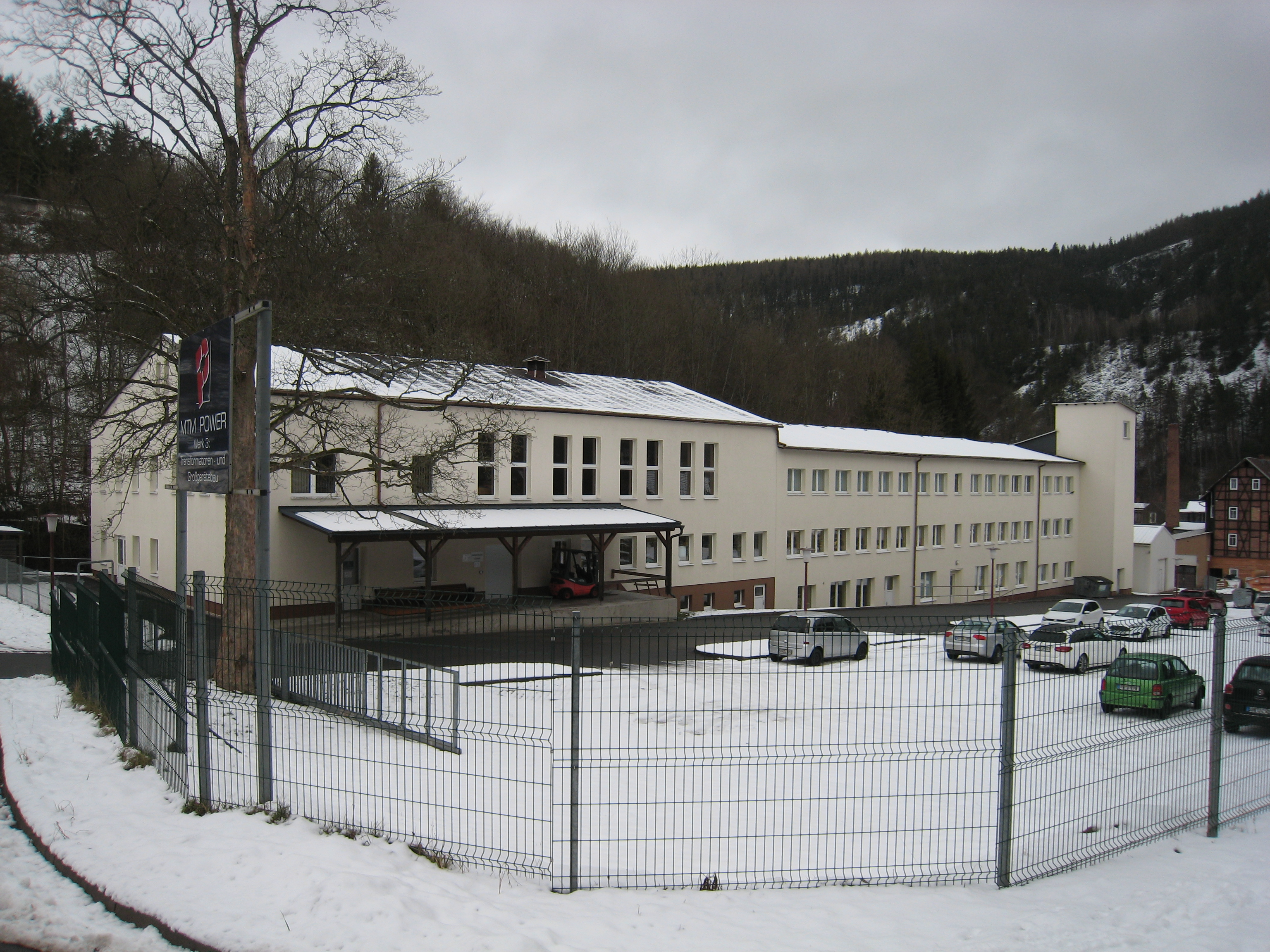
Ehemalige Porzellanfabrik in Unterweißbach, Roter Stein 8

In den Unterweißbacher Werkstätten wurden im Jahre 1909 von Max Adolf Pfeiffer (1875–1957) die Schwarzburger Werkstätten für Porzellankunst als Kunstabteilung gegründet. Pfeiffer konnte Künstler wie Ernst Barlach, Friedrich Franz Brockmüller, Adolf Brütt, Dorothea Charol, Gerhard Marcks, Karl Menser, Carl Fuchs, Wilhelm August Goebel, Karl Himmelstoss, Otto Kramer, Reinhold Martin Kuntze, Hugo Meisel, Adelbert Niemeyer, Gustav Oppel, Otto Thiem, Mauritius Pfeiffer, Etha Richter, Helene Ruoff, Arthur Storch und Richard Scheibe, Paul Scheurich, Walter Schott, Edmund Sode und Claire Volkhart für die Werkstätten gewinnen. Die Marke dieser Kunstabteilung, der eingeprägte schnürende Fuchs, wurde von Anfang an verwendet. Aus der Zusammenarbeit mit diesen Bildhauern und Künstlern ergaben sich eine Fülle von Porzellanplastiken, die in ihrer Einzigartigkeit heute noch unerreicht sind.

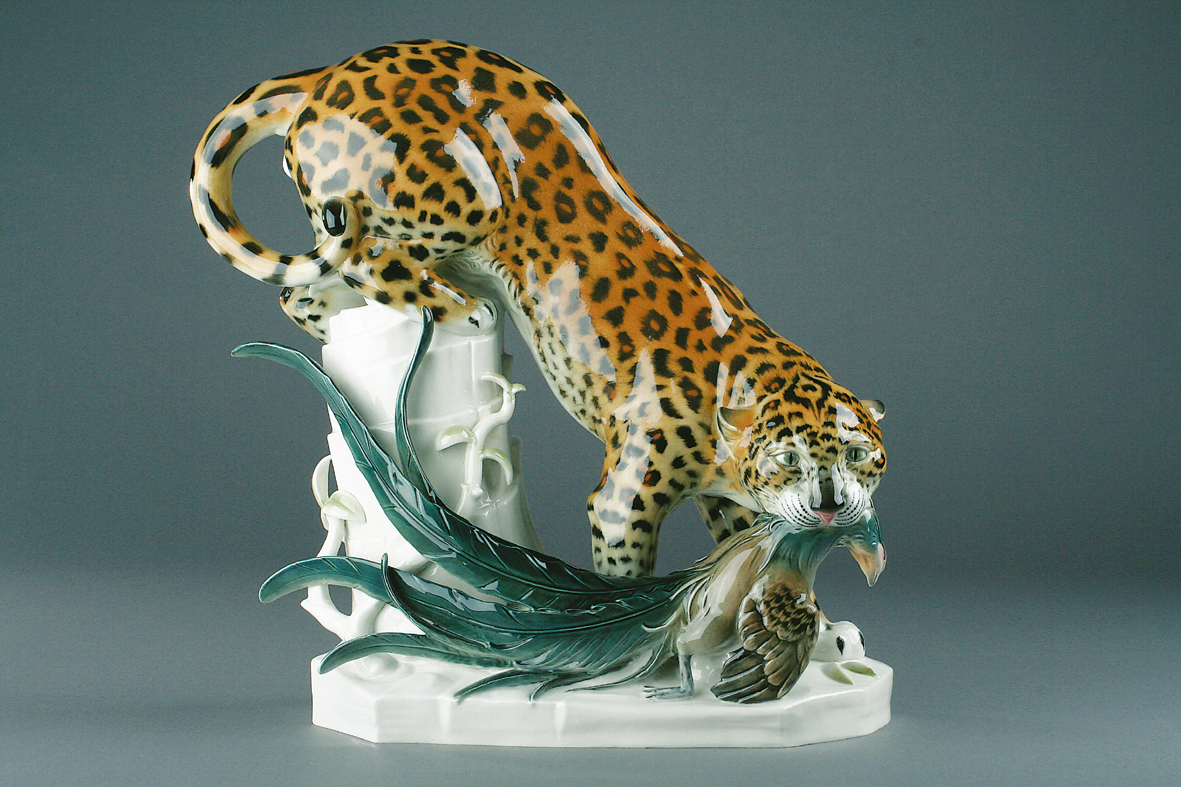
Fasanenraub
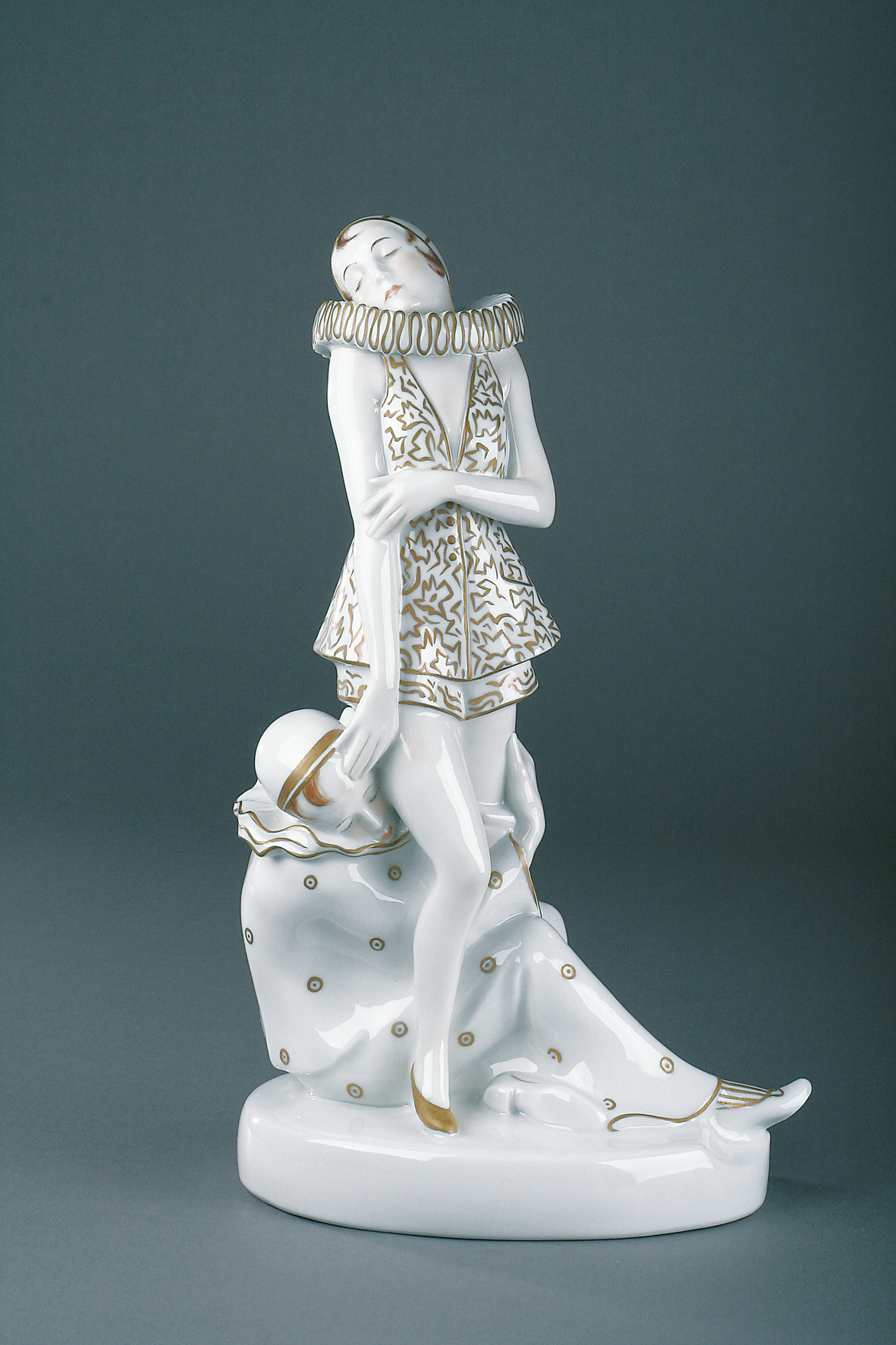
Wolfgang Schwartzkopff: Aschermittwoch

Auch Schüler von Brütts 1905 gegründeter Weimarer Bildhauerschule, die in dem dann seit 1908 gemeinschaftlich mit der neuen Großherzoglichen Kunstgewerbeschule genutzten, nach Entwürfen von Henry van de Velde ausgeführten Werkstattgebäude selbst über einen keramischen Ofen verfügte, lieferten Modelle (unter anderem Franziska von Seeger und Wolfgang Schwartzkopff). Die Weltausstellung in Brüssel 1910 machte die schlichten Porzellane der „Schwarzburger Werkstätten für Porzellankunst“ berühmt.
Ein Katalog der Schwarzburger Werkstätten erschien 1912. Im April 1913 übernahm Max Adolf Pfeiffer die Direktion der Porzellanmanufaktur Meißen und setzte dort in der sogenannten Pfeiffer-Zeit seine ungewöhnliche Leidenschaft für den Werkstoff Porzellan weiter in Porzellan-Kunstwerke um.,Die Firma in Unterweißbach bestand bis zu ihrem Konkurs um 1930 weiter. Danach war sie kurz mit der Aeltesten Volkstedter Porzellanmanufaktur verbunden und besteht bis heute noch als Manufaktur. In Rudolstadt/Volkstedt lagern die Modelle der Schwarzburger Werkstätten und werden heute wieder ausgeformt.

## Heinz Schaubach Unterweißbach
1940 erwarb Heinz Schaubach die in Konkurs gegangenen Unterweißbacher Werkstätten, gründete die Firma Heinz Schaubach Unterweißbach und führte dieses Unternehmen gemeinsam mit Schaubachkunst in Lichte (Wallendorf) bis zur Enteignung durch die DDR im Jahre 1953.
Viele Exponate der Schwarzburger Werkstätten für Porzellankunst werden heute (teilweise limitiert) wieder ausgeformt.

## Nach der Wiedervereinigung
Nach der Wiedervereinigung wurde die Unterweißbacher Werkstätten für Porzellankunst von der Königlich privilegierten Porzellanfabrik Tettau (einer 100%igen Tochter von Seltmann Weiden) übernommen und produziert heute noch im Gebäude der Aeltesten Volkstedter Porzellanmanufaktur in Volkstedt (Rudolstadt).
- Siehe auch Liste von Porzellanmanufakturen und -herstellern